# G20-top in Londen
De G20-top in Londen was een bijeenkomst van de G20 in april 2009. De top werd bijgewoond door de leiders van de aangesloten landen, aangevuld met Spanje en Nederland (als vertegenwoordiger van de Europese Unie), alsmede de ministers van Financiën en de presidenten van de centrale banken. Bij deze top werden een aantal overeenkomsten bereikt met betrekking tot de financiële markt en de wereldeconomie. Voornaamste resultaten waren een extra impuls voor de financiële wereld, steun aan het Internationaal Monetair Fonds en een mondiaal reguleringsorgaan voor de financiële markten. Daarnaast werd afgesproken protectionisme tegen te gaan en een halt toe te roepen aan belastingparadijzen.
Met het Verenigd Koninkrijk als gastland publiceerde The Treasury, het Britse ministerie van Financiën, in december 2008 een agenda waarin enkele onderwerpen voor de bijeenkomst werden voorgesteld:
1. Gecoördineerde macro-economische acties om te zorgen voor een heropleving van de wereldeconomie en om economische groei en werkgelegenheid te stimuleren. Het evalueren van de genomen maatregelen en mogelijke vervolgstappen.
2. Hervorming en verbetering van de financiële sector en haar systemen. Doorzetten van de uitvoering van het actieplan van de G20-top in Washington D.C.
3. Hervormingen van de internationale financiële instanties: het Internationaal Monetair Fonds (IMF), het Forum voor Financiële Stabiliteit (FSF) en de Wereldbank.

De Franse minister van Financiën, Christine Lagarde, maakte kort voor het begin bekend dat de Franse delegatie de top zou verlaten als er geen betekenisvolle overeenkomst bereikt zou worden. Nicolas Sarkozy pleitte voor striktere regulering van de globale economie. Hij formuleerde zelf zijn statement als volgt: "If there's no progress in London, there'll be an empty chair. I'll get up and leave."